# Kritsana Daokrajai
Kritsana Daokrajai (thailändisch กฤษณะ ดาวกระจาย, * 13. März 2001 in Surin) ist ein thailändischer Fußballspieler.

## Karriere
DKritsana Daokrajai erlernte das Fußballspielen in der Jugendmannschaft von Buriram United. Hier unterschrieb er 2019 auch seinen ersten Profivertrag. Der Verein aus Buriram spielte in der ersten Liga, der Thai League. In der Liga kam er bis Ende 2020 nicht zum Einsatz. 2018 wurde er als Jugendspieler im Champions Cup eingesetzt. Im Dezember 2020 wechselte er auf Leihbasis zum Uthai Thani FC. Der Verein aus Uthai Thani spielte in der zweiten Liga, der Thai  League 2. Sein Zweitligadebüt gab er am 10. Februar 2021 im Auswärtsspiel beim Chainat Hornbill FC. Hier stand er in der Startelf und spielte die kompletten 90 Minuten. Nach der Ausleihe kehrte er Ende Mai nach Buriram zurück. Zu Beginn der Saison 2021/22 wechselte er wieder auf Leihbasis zum Zweitligisten Khon Kaen FC. Am Ende der Saison 2021/22 musste er mit Khon Kaen als Tabellenvorletzter in die dritte Liga absteigen. Für Khon Kaen stand er 28-mal in der Liga auf dem Rasen. Nach dem Abstieg kehrte er Ende Mai 2022 nach Buriram zurück. Im Juli 2022 wechselte er wieder auf Leihbasis zum Zweitligisten Kasetsart FC. Für den Hauptstadtverein bestritt er 27 Zweitligaspiele. Ende Dezember 2023 wurde sein Vertrag aufgelöst. Im Januar 2024 schloss er sich ebenfalls per Ausleihe dem in der zweiten Liga spielenden Phrae United FC an. Für den Verein aus Phrae stand er neunmal in der zweiten Liga auf dem Spielfeld. Zu Beginn der Saison 2024/25 wechselte er im Sommer auf Leihbasis zum Ligakonkurrenten Nakhon Si United FC. Hier bestritt er acht Ligaspiele. Direkt im Anschluss wechselte er im August 2025 ein zweites Mal auf Leihe zum Zweitligisten Kasetsart FC.